# Mary Lasker
Mary Woodard Lasker (Watertown (Wisconsin), 30 november 1900 – Greenwich (Connecticut), 21 februari 1994) was een Amerikaans filantroop, activiste en lobbyiste. Ze wierf fondsen voor medische zorg en is oprichter van de Lasker Foundation.  

## Levensloop
Lasker ging eerst naar de Universiteit van Wisconsin in Madison en studeerde af op het Radcliffe College. In 1938 werd ze de voorzitter van de Birth Control Federation of America, de voorloper van de Planned Parenthood Federation.
Ze was getrouwd met een zakenman van een reclamebureau, Albert Lasker (haar tweede, zijn derde huwelijk), tot aan zijn dood aan het begin van de jaren vijftig. Samen werden ze lid van de American Society for the Control of Cancer en verwierven ze een leidende rol in de organisatie. Ze waren voorlopers in het gebruik van moderne reclamemethoden in de strijd tegen kanker en gebruikten in die tijd al tv-reclame tegen longkanker en roken.
Ook speelde Mary Lasker  een belangrijke rol in het werven van overheidsfondsen voor de War on Cancer in 1971. Haar man had in het verleden ironisch genoeg nog reclame gevoerd met de slogan L.S.M.F.T. Lucky Strike Means Fine Tobacco toen de gevolgen van roken nog niet goed bekend waren.
First lady Lady Bird Johnson schreef meermaals over haar in haar boek A White House Diary.

## Erkenning
Lasker werd bekroond met een Presidential Medal of Freedom in 1969 van president Richard Nixon. In 1987 ontving ze een Four Freedoms Award in de categorie vrijwaring van gebrek. Verder kreeg ze nog een Congressional Gold Medal in 1989.
In 2000 werd de naam van een van de vier Laskerprijzen, de Albert Lasker Public Service Award, ter ere van haar gewijzigd in de Mary Woodard Lasker Award for Public Service en op 14 mei 2009 werd ze herdacht op een postzegel van 78 cent; de uitgifte vond plaats naar aanleiding van het beschikbaar stellen van een fonds door de overheid voor biomedisch onderzoek.